# Vampire Hunter 2: Darkstalkers' Revenge
Pour les articles homonymes, voir Darkstalkers' Revenge.
Vampire Hunter 2: Darkstalkers' Revenge (ヴァンパイア ハンター2 Darkstalkers' Revenge) est un jeu vidéo de combat développé et édité par Capcom en septembre 1997 sur CP System II. C'est le quatrième jeu de la série Darkstalkers,.

## Portages
- PlayStation 2 : 2005, dans la compilation Vampire: Darkstalkers Collection